# Oliver Matuschek
Oliver Matuschek (* 1971) ist ein deutscher Schriftsteller und Kurator.

## Leben
Matuschek studierte Politikwissenschaft und Neuere Geschichte.
Von 2000 bis 2004 arbeitete er am Herzog Anton Ulrich-Museum in Braunschweig.
2008 kuratierte er die Ausstellung Die drei Leben des Stefan Zweig im Deutschen Historischen Museum in Berlin.
Matuschek arbeitet als freier Autor und Kurator von Ausstellungen.

## Forschungsaufenthalte
Matuschek hielt sich zum Forschen in den USA, in Israel, Großbritannien, Österreich und in der Schweiz auf.

## Werke (Auswahl)
- Goethes Elefanten, Insel Verlag, Berlin 2020, ISBN 978-3458194897 (Insel-Bücherei 1489)
- Das Salzburg des Stefan Zweig: wegmarken (WEGMARKEN. Lebenswege und geistige Landschaften), Edition A. B. Fischer, 2018, ISBN 978-3937434254
- Das Hannover des Kurt Schwitters (WEGMARKEN. Lebenswege und geistige Landschaften) zusammen mit Angelika Fischer, Edition A. B. Fischer, 2013, ISBN 978-3937434544
- Walter Kempowski in Nartum: Menschen und Orte, Fotografien: Angelika Fischer, Edition A. B. Fischer, 2009, ISBN 978-3937434315
- Stefan Zweig: Drei Leben – Eine Biographie, FISCHER Taschenbuch, 2008, ISBN 978-3596166855, dieses Buch wurde in mehrere Sprachen übersetzt
- August Vasel. Ein Sammler und seine Welt, Braunschweigisches Landesmuseum, 1999, ISBN 978-3927939462

### Als Herausgeber von Texten Stefan Zweigs
- Briefwechsel 1905–1937, Insel Verlag, Berlin 2022, ISBN 978-3-458-17551-3
- Die Welt von Gestern: Erinnerungen eines Europäers, FISCHER Taschenbuch, 2020, ISBN 978-3596902583
- »Ich wünschte, dass ich Ihnen ein wenig fehlte«: Briefe an Lotte Zweig 1934–1940, FISCHER Taschenbuch, 2013, ISBN 978-3596950041